# Kirche von Burs (Gotland)

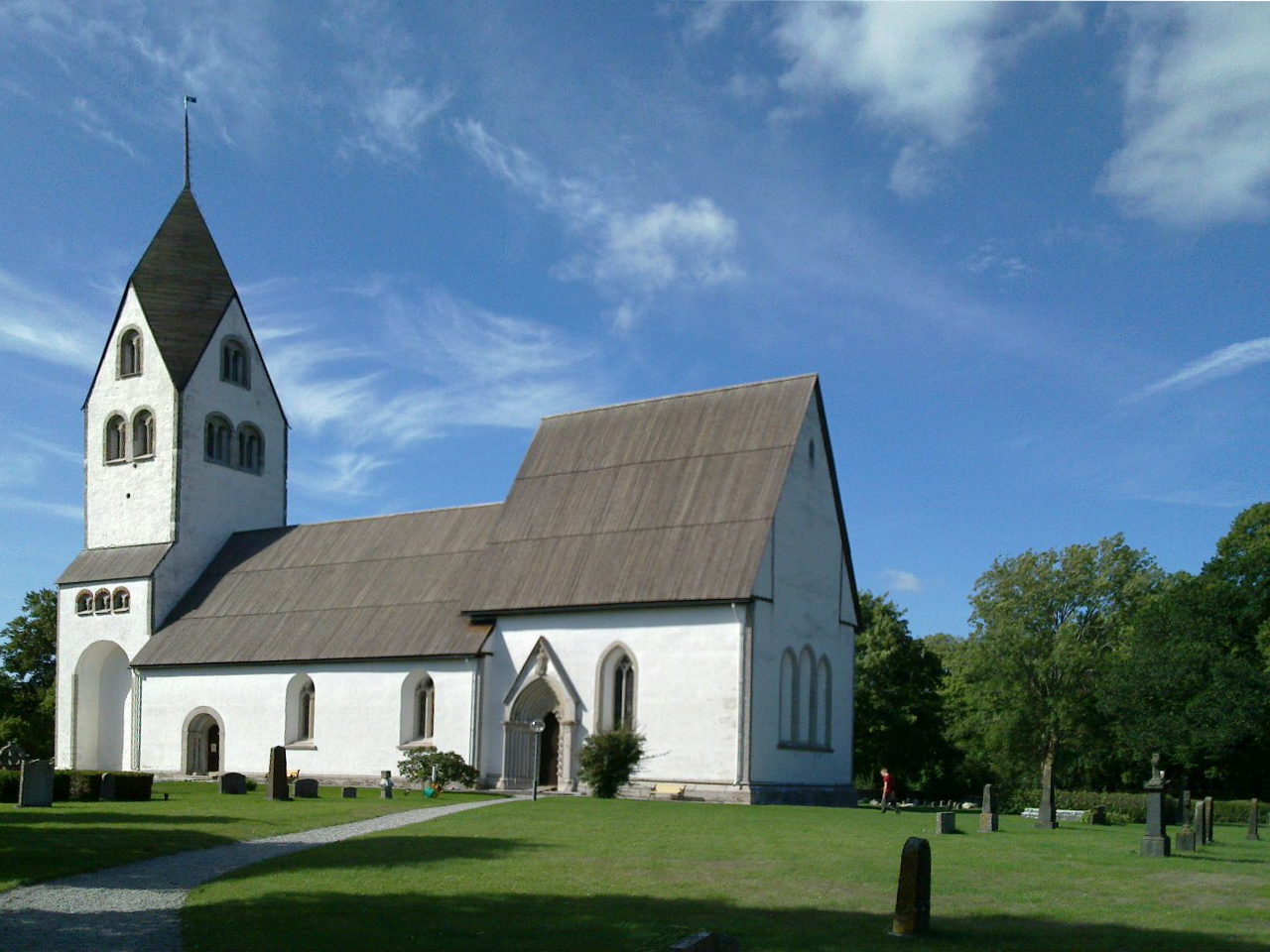
Kirche von Burs

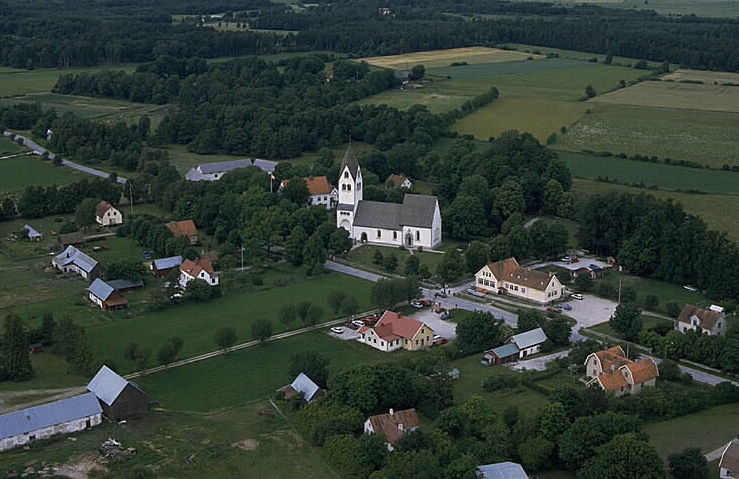
Kirche von Burs

Die Kirche von Burs ist eine im 13. Jahrhundert eingeweihte gotisch-romanische Landkirche auf der schwedischen Insel Gotland. Die Sattelkirche gehört zur Kirchengemeinde (schwedisch församling) Stånga-Burs im Bistum Visby.

## Lage
Die Kirche liegt im südöstlichen Landesinnern von Gotland, 46 km südlich von Visby, 15 km südwestlich von Ljugarn und 9 km östlich von Hemse.

## Kirchengebäude
Die Kirche ist aus verputzten Kalkstein errichtet und besteht aus einem großen, gerade abschließenden Chor mit einer Dreifenstergruppe im Osten und einem niedrigeren, aber breiteren Langhaus und einem Turm mit überstehenden Seitengalerien im Westen sowie einer Sakristei auf der Nordseite des Chors. Der Turm hat gemauerte Giebel mit Schallöffnungen auf allen vier Seiten, auf denen eine spitze Turmspitze ruht. Das Langhaus hat im Norden und im Süden Eingänge, der Turm im Westen und der Chor im Süden. Das Langhaus ist der älteste Teil der Kirche und wurde in der ersten Hälfte des 13. Jahrhunderts gebaut. Dazu wurde in der Mitte des 13. Jahrhunderts der Turm errichtet. In der ersten Hälfte des 14. Jahrhunderts wurde der große gotische Chor gebaut, was als erster Schritt für den Bau einer komplett neuen Kirche gedacht war. Hierfür wurde das Langhaus provisorisch nach Osten verlängert. Die Sakristei wurde vermutlich im Spätmittelalter angefügt. Die Eingänge haben Perspektivportale. Alle Portale außer dem Chorportal sind romanisch. Das Chorportal ist das größte Portal, aber nicht der Haupteingang. Es ist mit reichen figurativen Ausschmückungen in flachem und weniger flachem Relief aus der Bauzeit des Chores geschmückt. Von innen sind der Chor und der Turmraum durch ein Gewölbe gedeckt, während das Langhaus ein Trapezdach aus Holz hat. In den Chorfenstern sind Glasmalereien zu sehen. Im Ostfenster gibt es drei Scheiben aus der Bauzeit des Chors, im Südfenster twe Scheiben aus dem 17. Jahrhundert. Südlich des Altars steht eine bemerkenswerte an der Wand befestigte Chorbank aus Kalkstein mit reliefgeschmückten Giebeln aus der Bauzeit. Der Altar ist aus der ersten Hälfte des 15. Jahrhunderts, im Übrigen stammt die farbenreiche Einrichtung aus dem 18. Jahrhundert. Die stattliche Kanzel wurde 1756 von Johan Dunderhake angefertigt. Auf den Bäken und verstreut auf dem Langhausdach befinden sich Figurenmalereien von 1706.

## Ausstattung
- Ein großes Kruzifix ist aus Eiche geschnitzt und stammt vom Anfang des 14. Jahrhunderts.
- Der Altar ist aus der ersten Hälfte des 15. Jahrhunderts.  Er ist aus Eiche geschnitzt und kommt aus Lübeck.  Die Predella hat gut erhaltene Malereien, die das Gleichnis Jesu über die klugen und die törichten Jungfrauen (Matthäus 25:1-13) zeigen.
- Der Taufstein wurde 1683 in Burgsvik angefertigt.
- Die Kanzel ist 1756 vom Schreiner Johan Dunderhake aus Visby ausgeführt worden.  Die Kanzel von 1689 im Dom zu Visby hat dabei als Vorbild gedient.
- Die Orgel wurde 1969 von Grönvalls orgelbyggeri aus Lilla Edet gebaut und hat 14 Register.

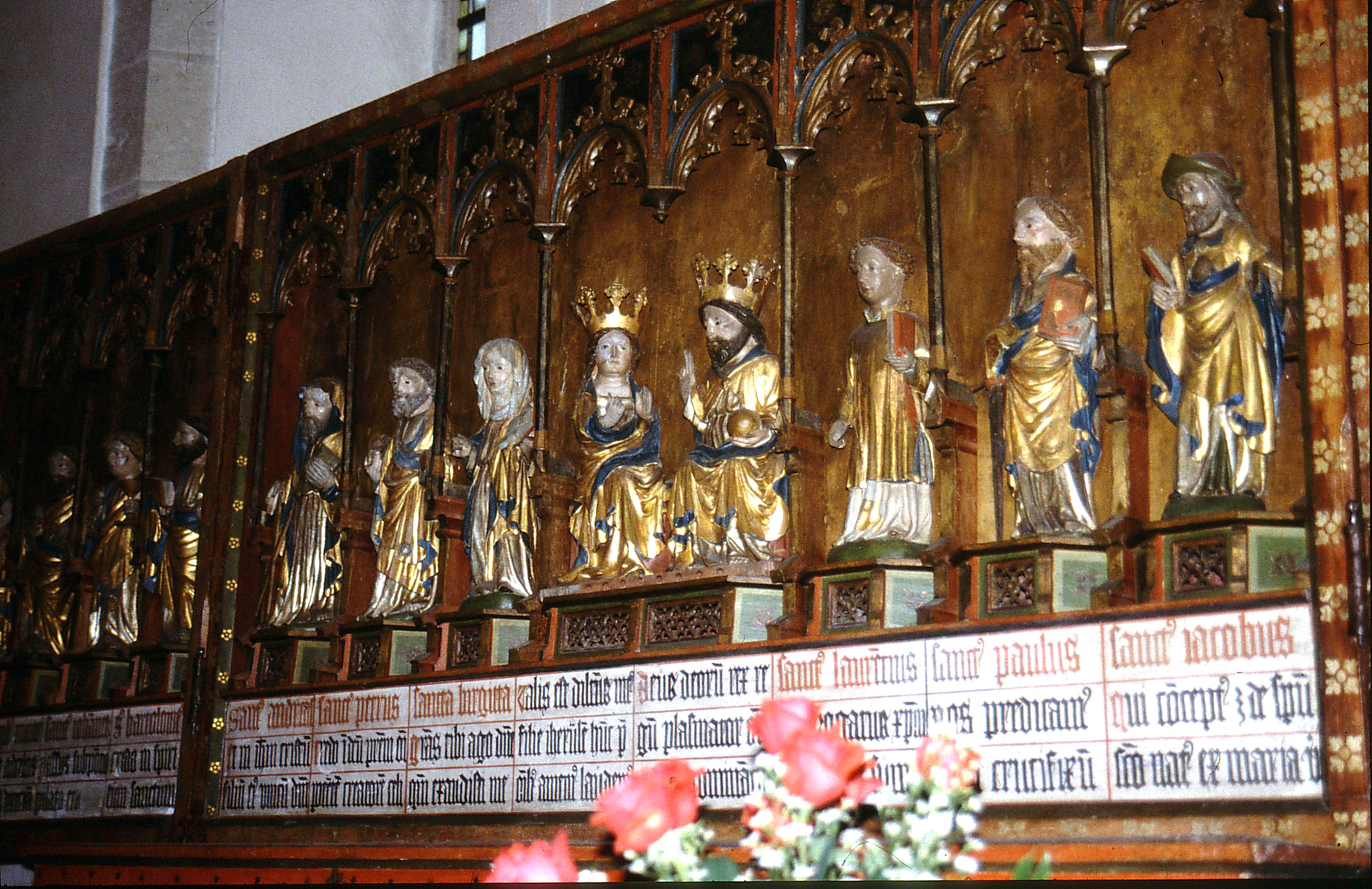
Altarsaufsatz aus Lübeck aus dem 15. Jahrhundert
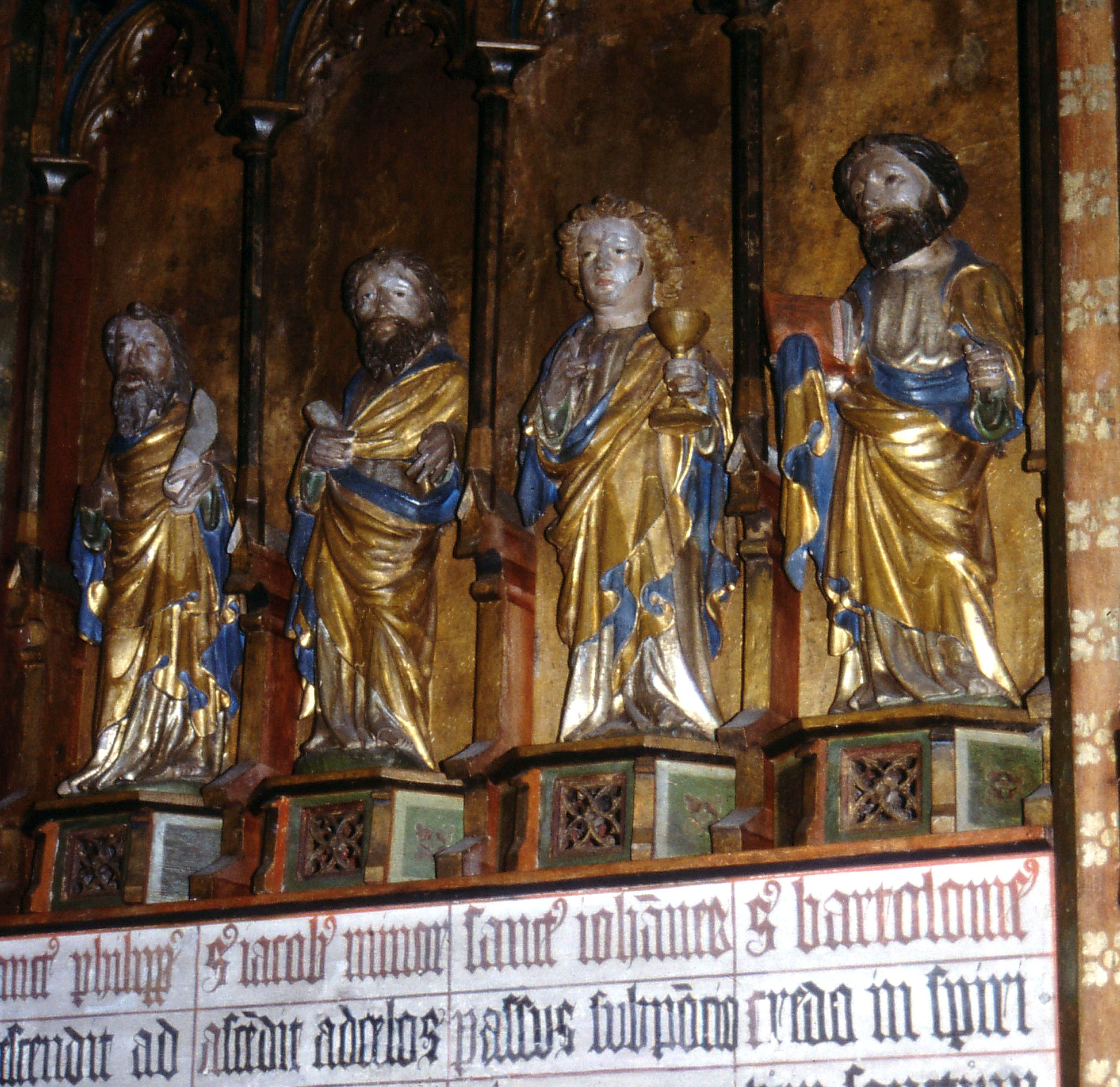
Die Apostel
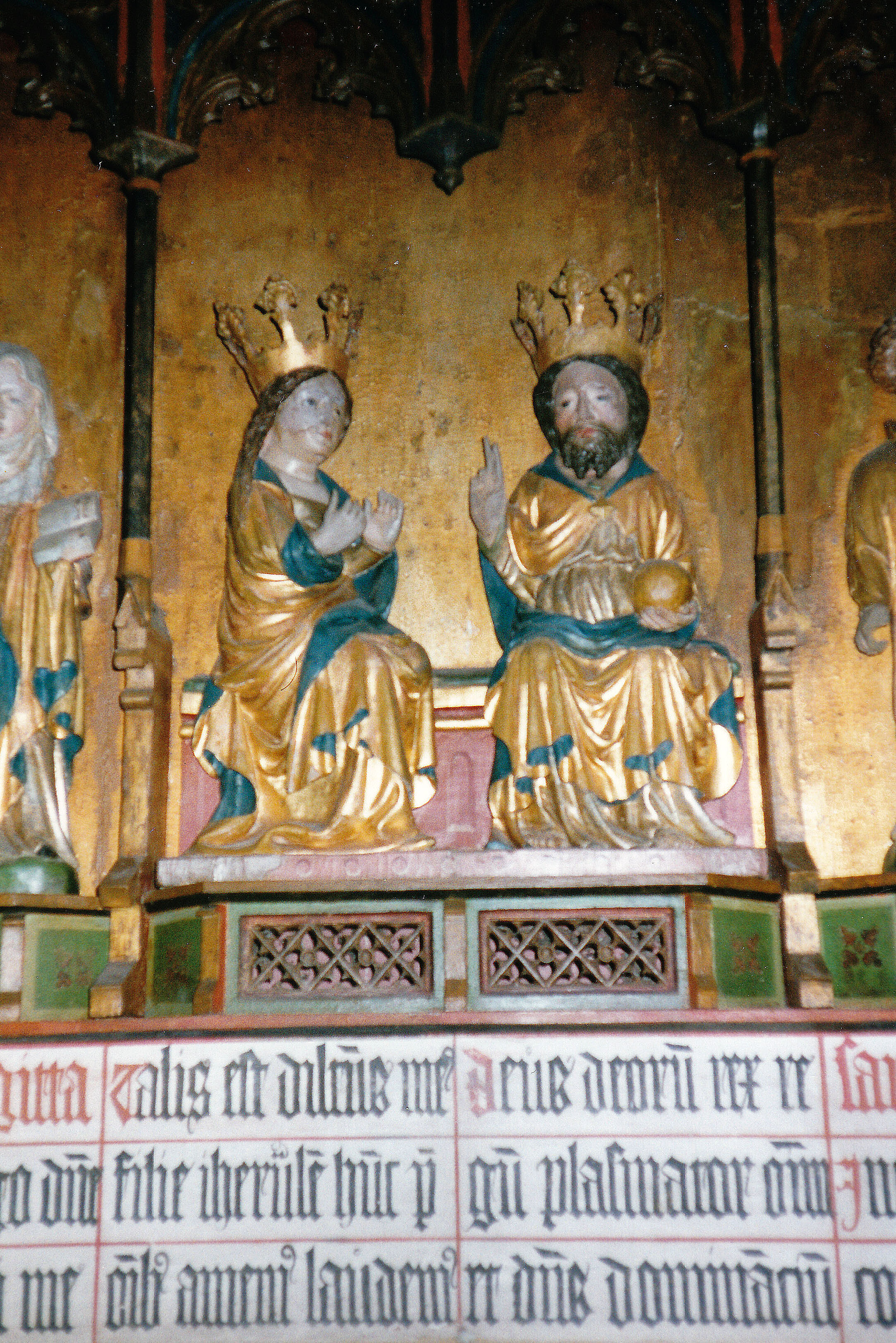
Christus und die Jungfrau Maria
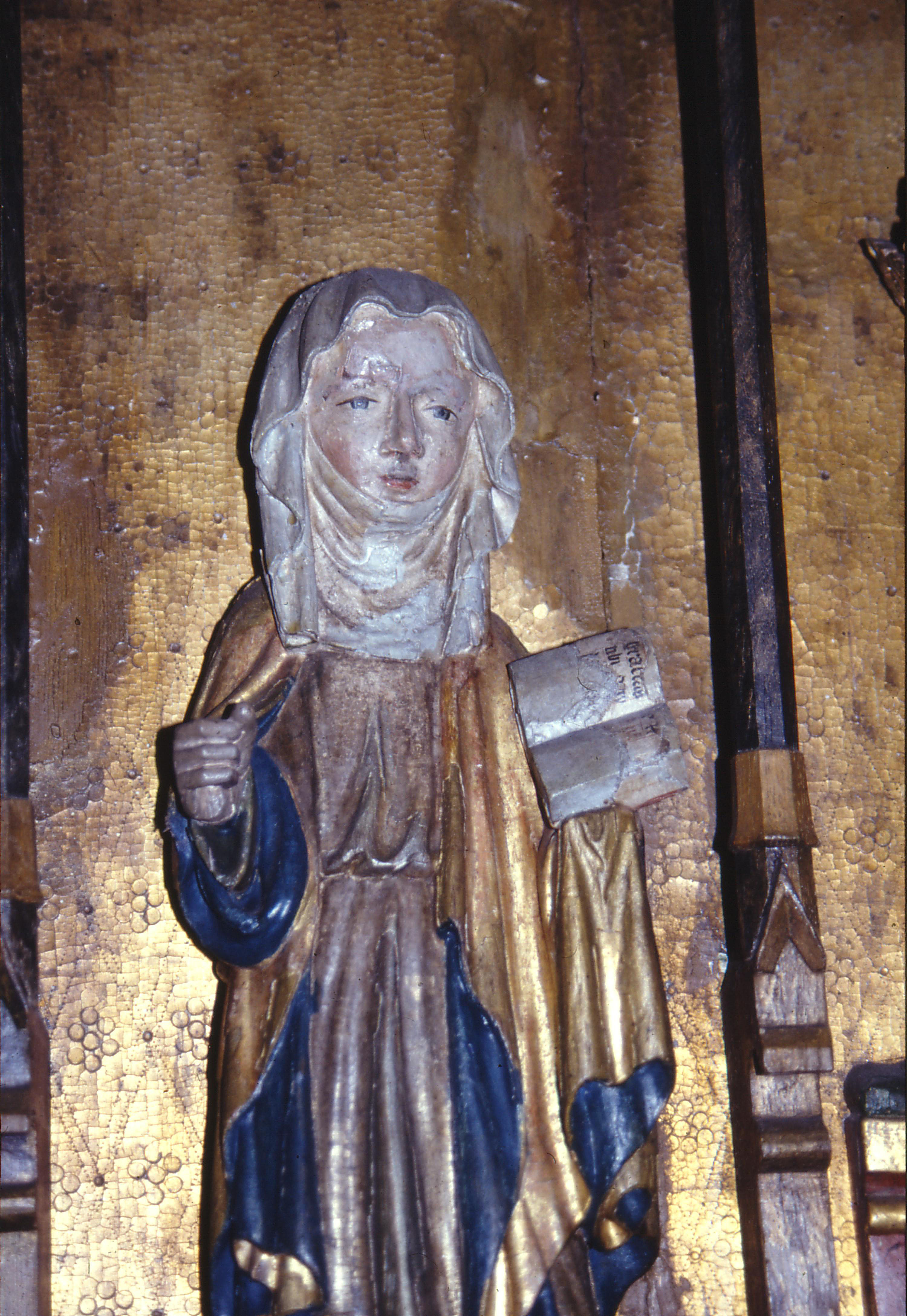
Die Heilige Birgitta

## Umgebung
- Östlich der Kirche lag früher deren Schule
- Westlich der Kirche liegt der Pfarrhof.
- Im nördlichen Teil der Kirchhofmauer befindet sich ein Magazingebäude von 1807.